# Алдын-Булак
Алдын-Булак (в переводе с тувинского языка «Золотой Источник» (воды) — этнокультурный комплекс на территории Республики Тыва, Тандинский район.

## Местоположение
Расположен комплекс на берегу Енисея, в 45 километрах к западу от столицы Тувы города Кызыла.
Идея проекта комплекса несет в себе важное смысловое значение и выполнена в виде макета Вселенной, движения планет в галактике. Солнце и планеты представлены в виде юрт. Расположение юрт рассчитано в соответствии с древним восточным учением «Фэншуй».

## История
Открытие этнокультурного комплекса состоялось 18 марта 2011 года. В основу архитектурно-строительных решений туркомплекса была положена идея о том, чтобы как можно полнее отразить национальный колорит Тувы.

## Инфраструктура
На территории комплекса расположены обрядовые места: 
- «Шаманское место»,
- «Небесные ворота», выполненные в форме буддийской арки, расположены между двумя скалами с видом на реку;
- Знамёна «Сульде» – место поклонения мужчин,
- «Оваа Хоомея»[2],
- юрта-ресторан,
- юрты для проживания,
- тоджинские чумы с кострищем,
- конференц-зал,
- административные здания,
- спортивная площадка,
- смотровые беседки,
- баня,
- сауна,
- сувенирные лавки,
- автостоянка.

В оформлении юрт основной акцент сделан на интерьер – историю и культуру республики. За основу взяты элементы традиционного быта тувинцев и богатство скифского времени – предметов из курганного захоронения «Аржаан-1» и «Аржаан-2».